# Rue Beauregard (Paris)
Pour les articles homonymes, voir Rue Beauregard.
La rue Beauregard est une voie du 2e arrondissement de Paris, en France.

## Situation et accès
Cette rue est bâtie sur la butte du quartier de Bonne-Nouvelle, « butte formée d'énormes amas d'immondices divers, de boues et de voirie entassés en cet endroit entre le Xe et la fin du XVIe siècle ». Comprise entre la rue Poissonnière à l'ouest, le boulevard de Bonne-Nouvelle au nord et la rue de Cléry au sud-est, cette butte a d'abord été appelée ironiquement, à l'instar de Montparnasse, « Mont Orgueil », origine du nom de la rue qui y conduisait, la rue Montorgueil.
La rue Beauregard est rejointe ou traversée par plusieurs rues ; de l'ouest à l'est  :
- rue Poissonnière
- rue Notre-Dame-de-Recouvrance
- rue de la Ville-Neuve
- rue Thorel
- rue Notre-Dame-de-Bonne-Nouvelle
- rue de Cléry (en terminant boulevard de Bonne-Nouvelle, les deux rues se confondent. D'un côté de la rue, la plaque porte le nom de rue de Cléry, de l'autre de rue Beauregard)

Ce site est desservi par les stations de métro Bonne-Nouvelle (lignes 8 et 9), Strasbourg-Saint-Denis (lignes 4, 8 et 9) et Sentier (ligne 3).

## Origine du nom
Le panorama offert du sommet de la butte de Bonne-Nouvelle, avant que les immeubles ne grandissent, est l'origine du nom « Beauregard ».

## Historique
La butte Bonne-Nouvelle, également appelée « butte aux Gravois », est lotie à compter de 1623 ; pour en favoriser le peuplement, les commerçants et artisans qui s'y installent sont déclarés francs de taxes, à l'instar de ceux de l'enclos du Temple. À ses débuts, elle comprend essentiellement des menuisiers.
C'est dans cette rue que Catherine Deshayes, dite La Voisin est arrêtée, en 1679, par le lieutenant général de police de Paris, Nicolas de la Reynie.

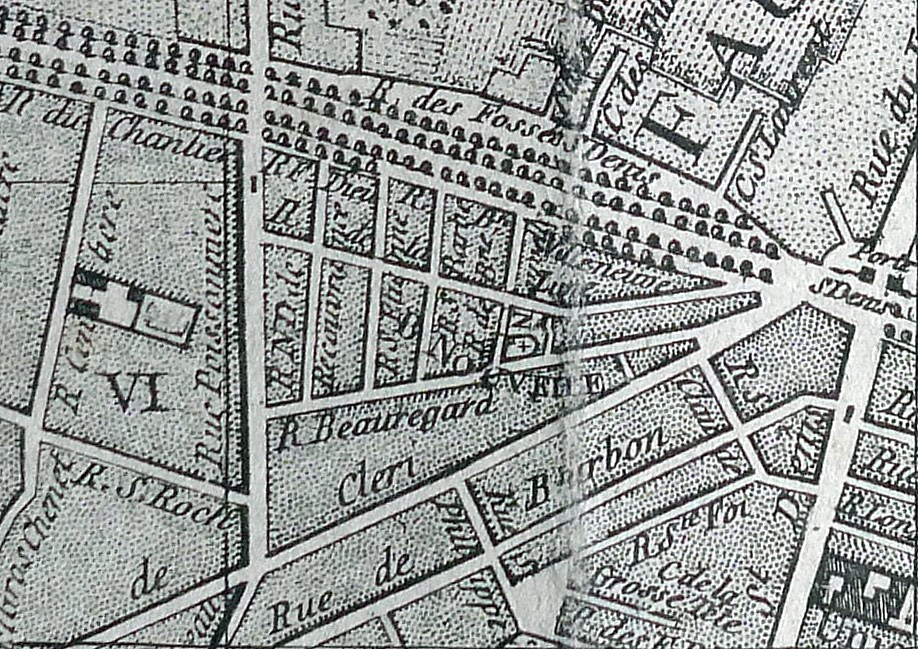
Quartier de Bonne-Nouvelle en 1760 (plan de Vaugondy).
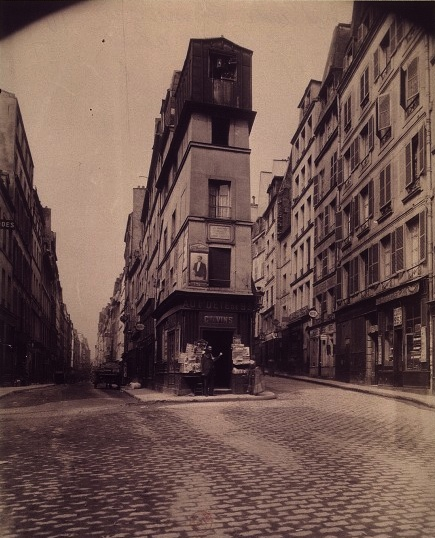
Rue Beauregard (à droite), Eugène Atget (juin 1907).
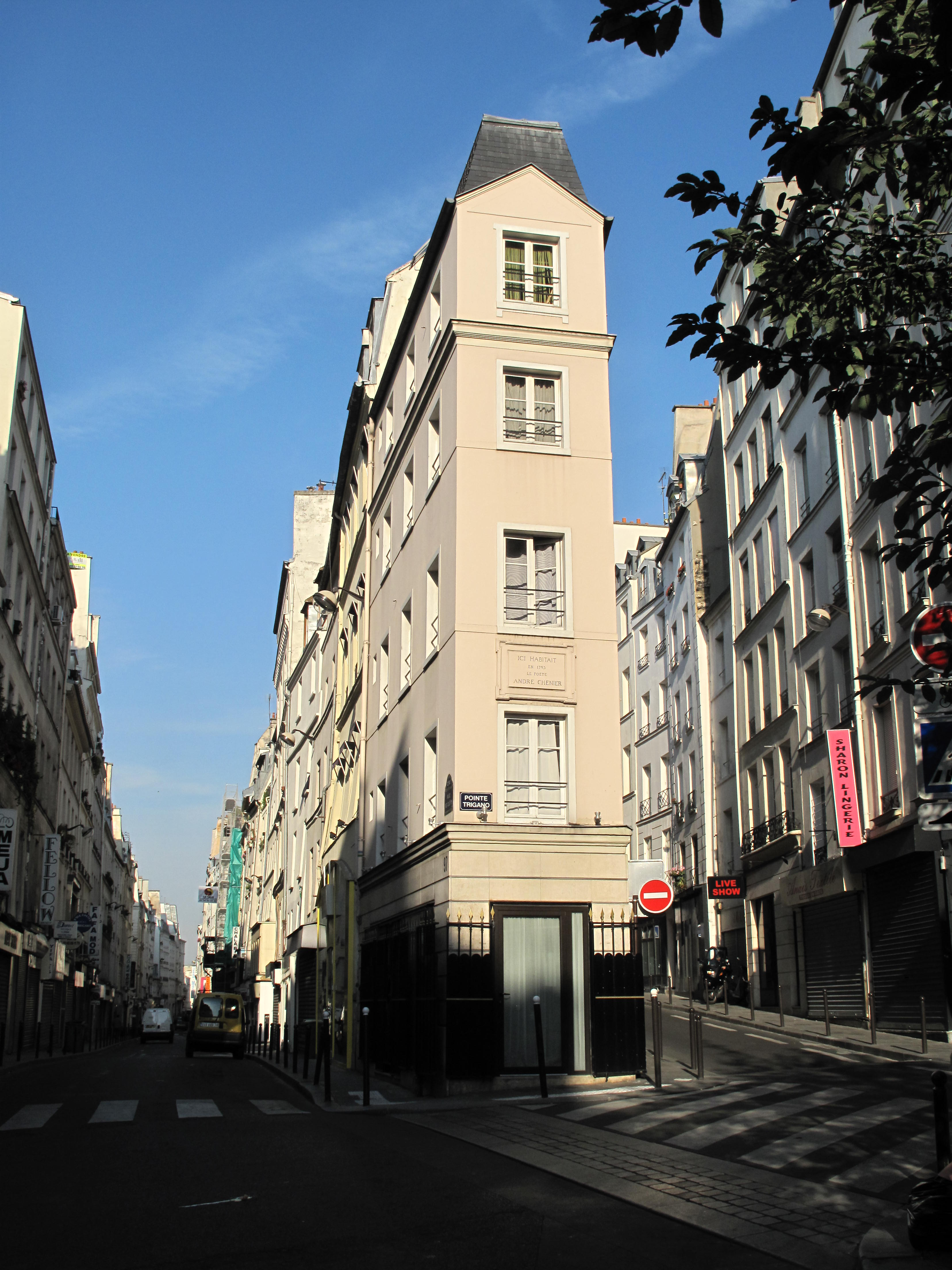
Même vue, de nos jours.

## Bâtiments remarquables et lieux de mémoire
- No 1 (à l’ angle des rues Beauregard, Poissonnière et Notre-Dame-de-Recouvrance) : ancien hôtel particulier, dit hôtel de La Faille, construit entre 1730 et 1737 par l’architecte Pierre Vigné de Vigny, surélevé ultérieurement[3].
- No  5 : en 1930, Margaret Baer Austin, Madeleine Massonneau, Margaret Ann Dorson, membres de l'association La Fresque, fondée par le peintre fresquiste Paul Baudoüin en 1925, réalisent dans le préau de l'école élémentaire, une fresque sur le thème des Fables de La Fontaine.
- No 6 : dans cet ancien hôtel particulier se trouvent les locaux de l’architecte d’intérieur Pierre Yovanovitch.
- Nos 23-25 : emplacement de la maisonnette de La Voisin[4],[5].
- No 32 : niche abritant une statue de sainte Jeanne, probablement Jeanne de France (1464-1505).
- No 37 : plaque commémorative en hommage au comédien Michel Simon, qui habita l'immeuble de 1936 jusqu'à sa mort en 1975, en alternance avec sa propriété de Noisy-le-Grand.
- No 52 : plaque rappelant la tentative d'évasion de Louis XVI, le 21 janvier 1793, organisée par le baron de Batz.
- Au croisement avec la rue de Cléry : maison du poète André Chénier (1762-1794)[6]. Une plaque sur la façade indique « pointe Trigano »[7]. Il est considéré comme l'immeuble d'habitation le plus étroit de Paris[8].

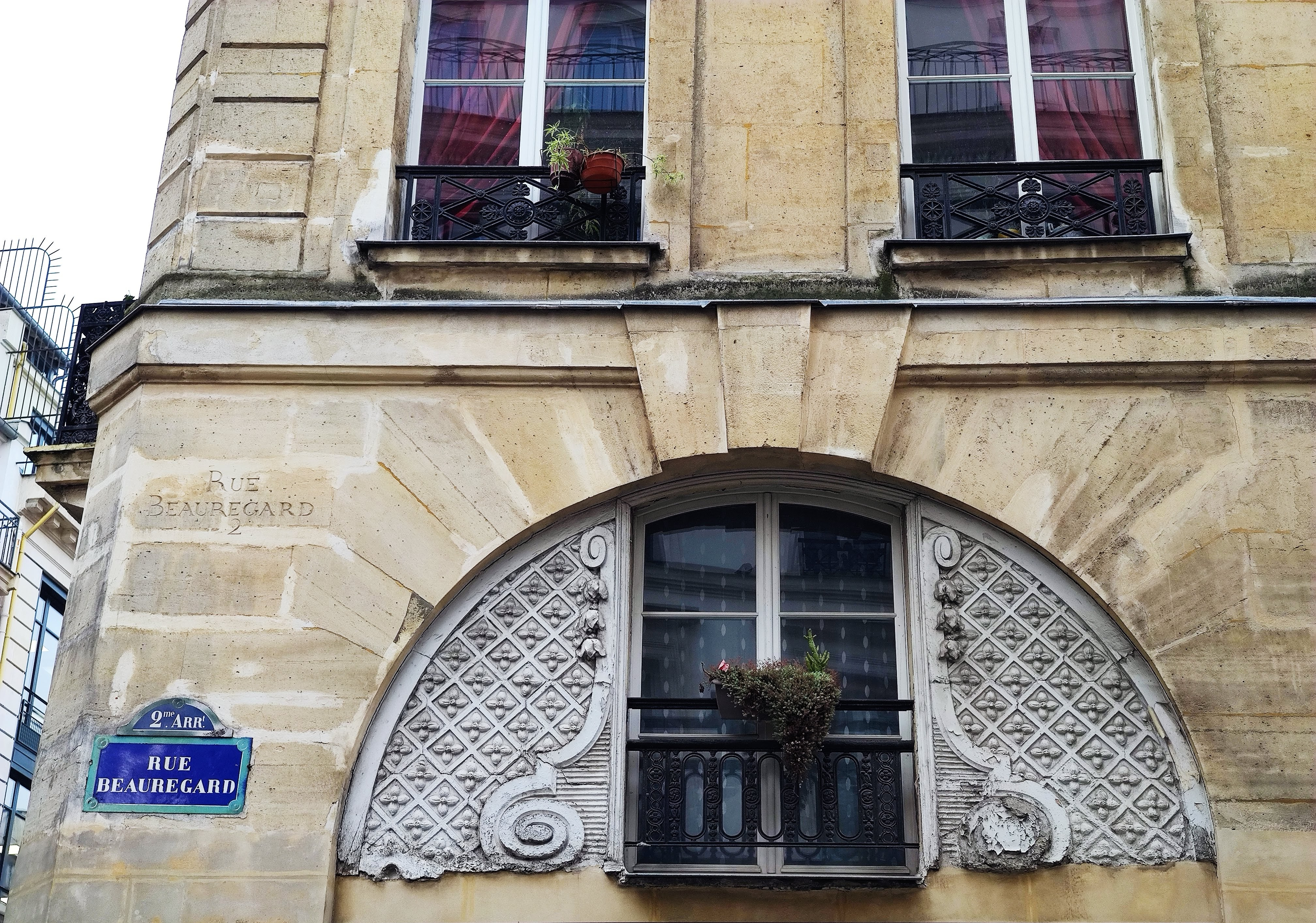
No 1 : ancien hôtel de La Faille (détail).
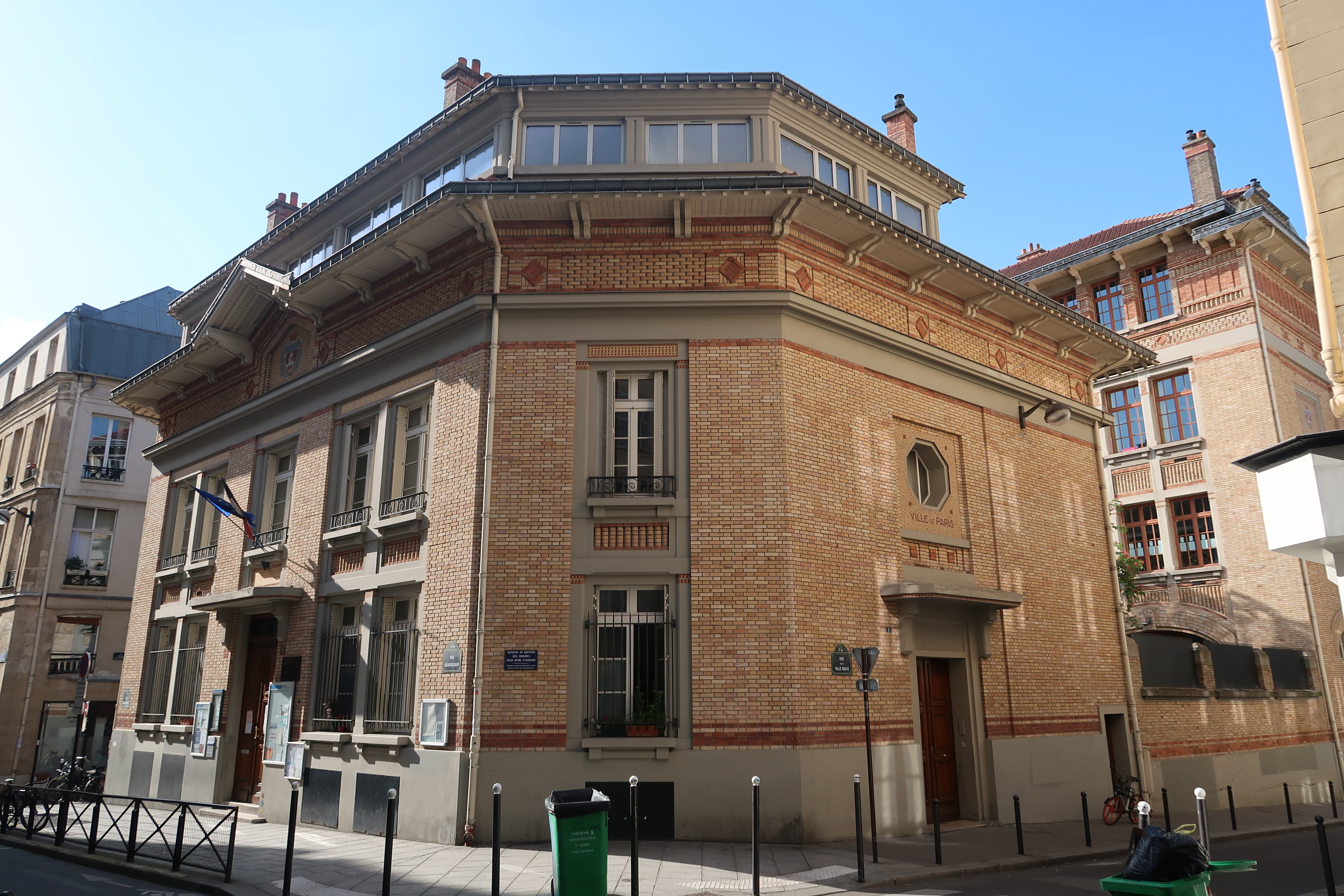
No 5 : école.
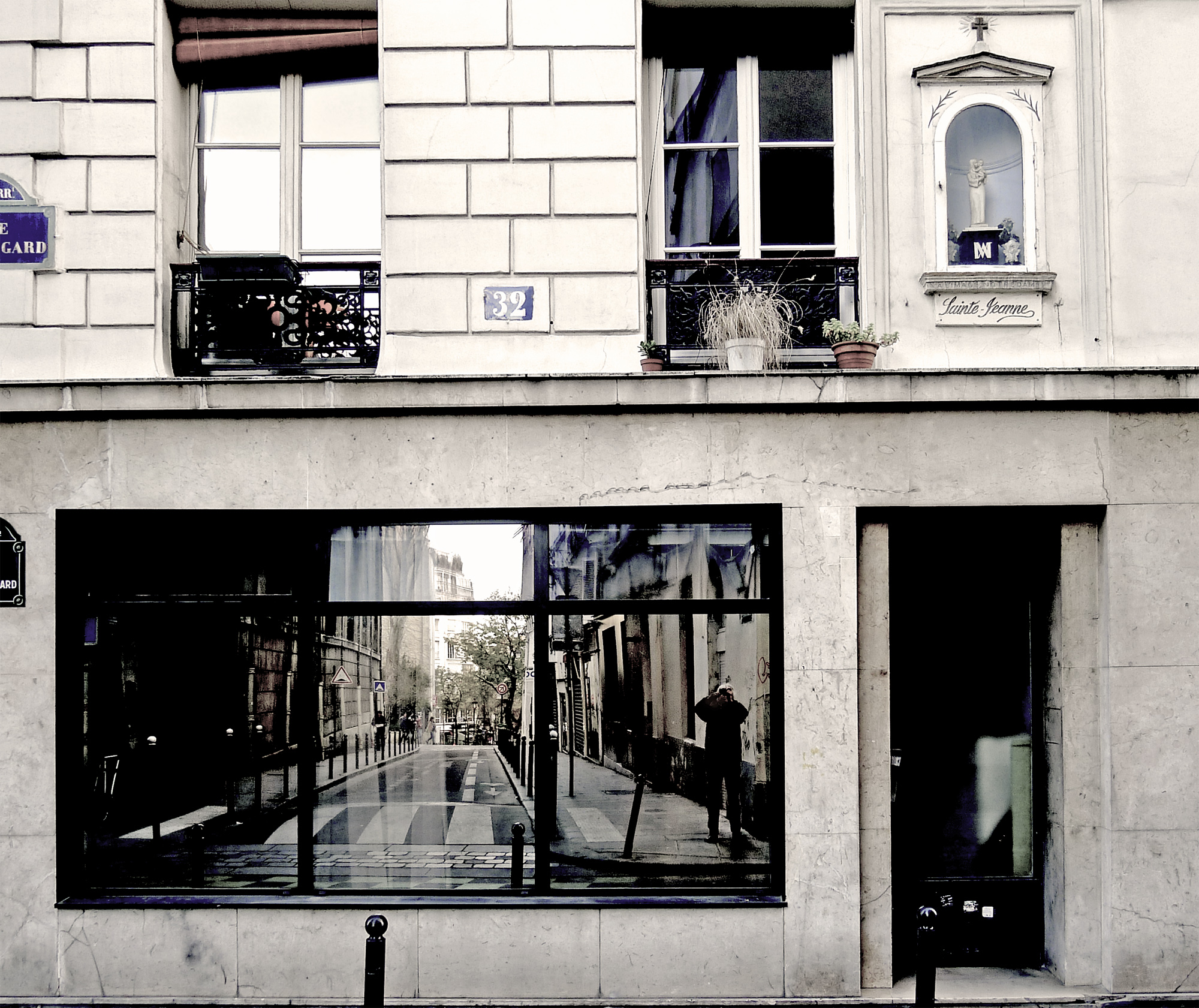
No 32.
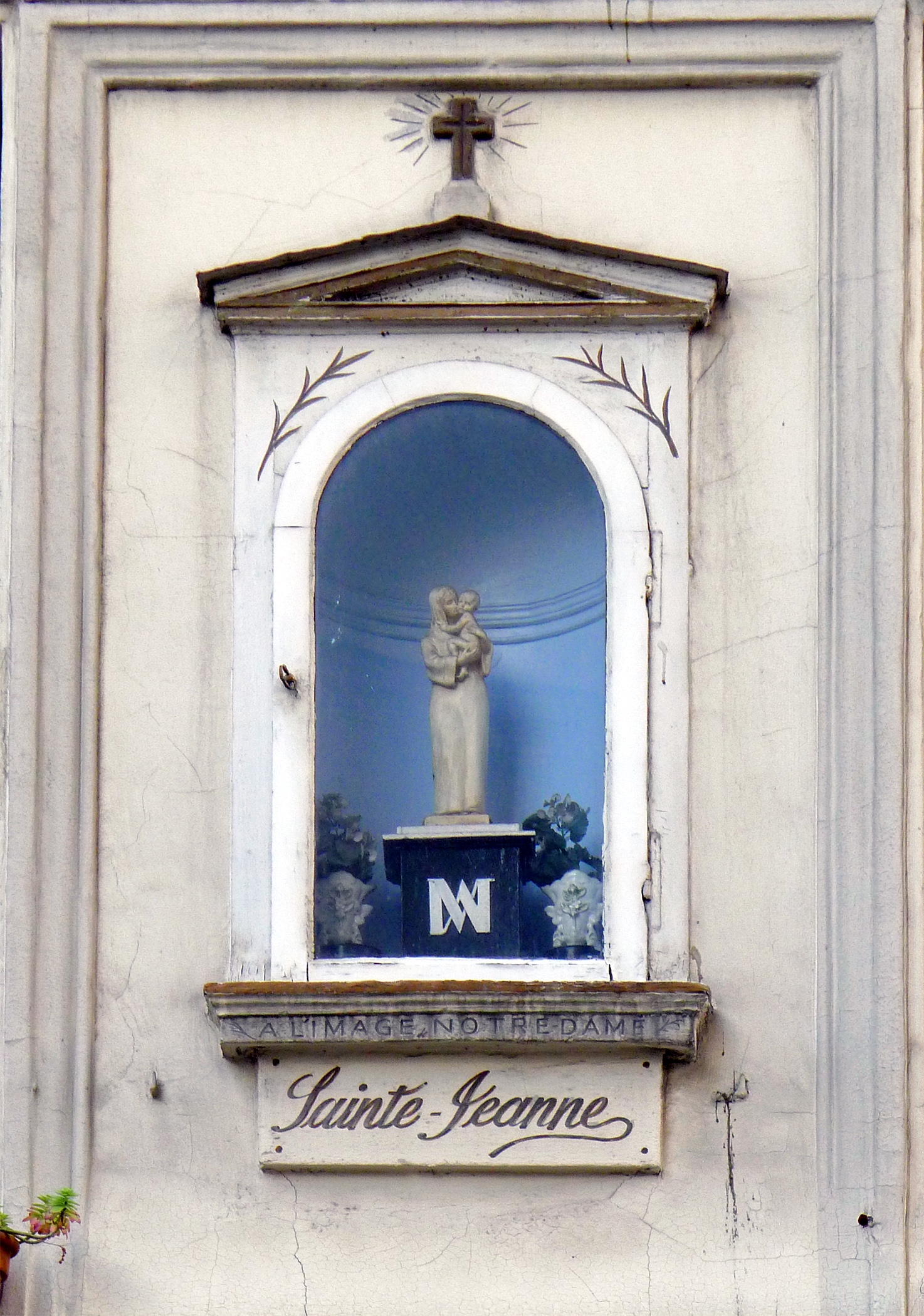
Statue au no 32.
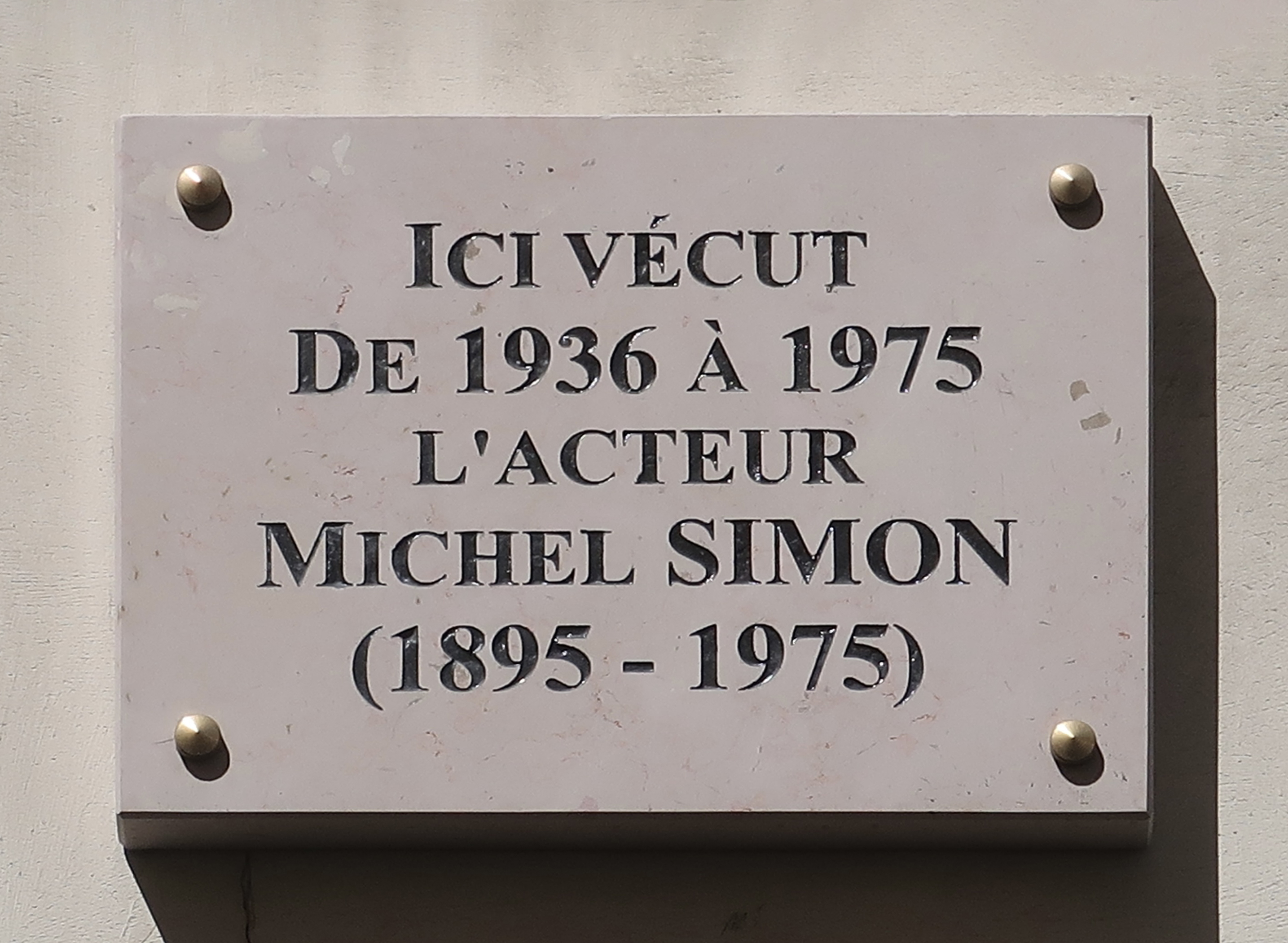
No 37 : plaque commémorant Michel Simon.
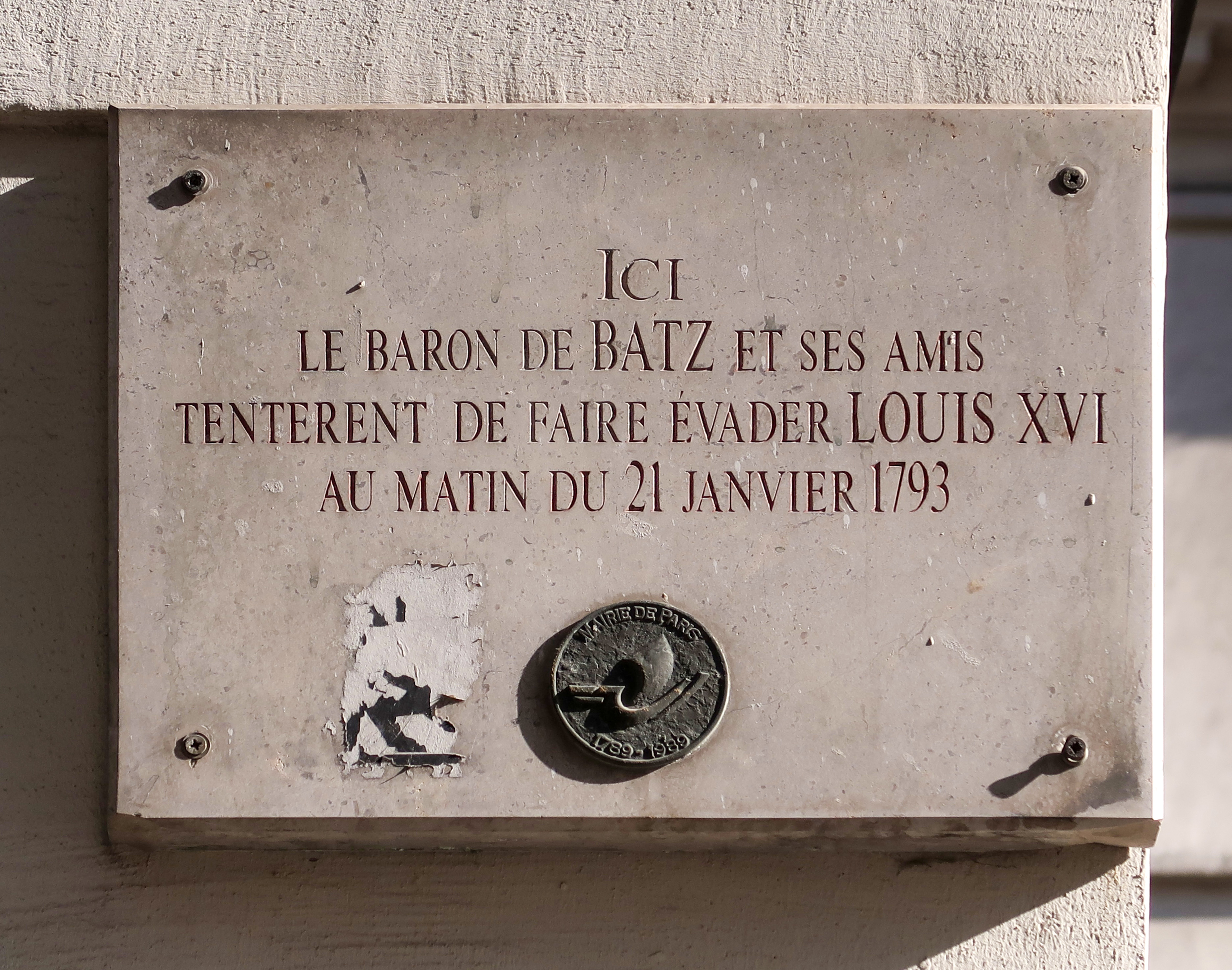
No 52 : plaque rappelant la tentative d'évasion de Louis XVI.

## Pour approfondir